# NGC 5711
NGC 5711 é uma galáxia espiral barrada (SBa) localizada na direcção da constelação de Boötes. Possui uma declinação de +19° 59' 26" e uma ascensão recta de 14 horas, 39 minutos e 22,5 segundos.
A galáxia NGC 5711 foi descoberta em 17 de Março de 1831 por John Herschel.